# Cifanta
Cifanta (in greco antico: Κύφαντα?) era una città dell'antica Grecia ubicata in Laconia e che a volte appartenne al territorio dell'Argolide.

## Storia
Viene citata da Pausania il quale dice che si trovava a centodieci stadi da Zarax - cento lungo la costa più dieci verso l'interno - e duecento da Prasia. Ai suoi tempi era in rovina e là una grotta di Asclepio con una statua di pietra. Inoltre, c'era una fonte di acqua fredda che sgorgava da una roccia, la cui origine, secondo la tradizione, era costituita da un colpo di lancia sulla roccia dato da Atalanta, un personaggio della mitologia greca.
Fu una delle città conquistate dall'esercito spartano guidato da Licurgo che aveva invaso l'Argolide nel 219 a.C.